# المسالك والممالك (ابن خرداذبة)
كتاب المسالك والممالك كتاب جغرافي من القرن التاسع الميلادي كتبه القاسم عبيد الله بن عبد الله ابن خرداذبة جاء في وصف للبلدان والتقسيمات الإدارية.
وقد قال ابن خرداذبه في اوله:
| المسالك والممالك (ابن خرداذبة) | هذا كتاب فيه صفة الأرض، وبنية الخلق عليها، وقبلة أهل كل بلد والممالك والمسالك، وكل ربع من الشماليّ والجنوبيّ سبعة أقاليم، وذكرّ بطليموس في كتابه أن مدن الأرض على عهده كانت أربعة آلاف ومائتي مدينة. | المسالك والممالك (ابن خرداذبة) |

## روابط خارجية
- المسالك والممالك لابن خرداذبة ونبذ من كتاب الخراج وصناعة الكتابة للبغدادي